# Limoeiro de Anadia
Limoeiro de Anadia es un municipio del Brasil que está localizado en la región central de Alagoas. Su población es de 25.747 habitantes y su área es de 316 km² (81,48 h/km²).
Limita al norte con los municipios de Coité del Noia, Taquarana y Tanque d'Arca, al sur con el municipio de Junqueiro, al este con el municipio de Anadia, al oeste con el municipio de Arapiraca, y al sudeste con el municipio de Campo Alegre.
La ciudad posee 16 puestos de salud, 1 Maternidad y 1 Centro de Salud.

## Historia
El nombre del municipio es atribuido a la construcción - por Rodrigues da Silva - de una capilla en devoción a la Santa Cruz y a Nuestra Señora de la Concepción do Limoeiro.
Pasó a ser villa a través de una ley en 1882, siendo instalada apenas en 1883. Fue parte integrante de la comarca de Alagoas hasta 1883, cuando pasó a pertenecer a Penedo. Años después, fue anexado a la comarca de Anadia. La creación definitiva del municipio se dio el 31 de mayo de 1882. 
La región pasó por profundas y diversas transformaciones administrativas y territoriales. Limoeiro de Anadia se destaca también por dos de sus principales festividades: la fiesta de la patrona y la de la emancipación política, ambas atrayendo muchos visitantes.